# Marko Bitežnik
Marko Bitežnik, slovenski glasbenik in slikar, * 1. maj 1958, Gorica, Italija, † 17. avgust 2010, Dobrova.

## Življenjepis
Marko Bitežnik se je rodil leta 1958 v Gorici in se kot otrok z družino preselil na Tržaško. Maturiral je na Znanstvenem liceju “France Prešeren” ter nato diplomiral iz violine na Glasbenem konservatoriju “Giuseppe Tartini“ v Trstu in iz viole na Akademiji za glasbo v Ljubljani. Poučeval je violino in violo na Glasbeni matici v Trstu, violo tudi na Srednji glasbeni šoli v Ljubljani. Bil je član Orkestra Slovenske filharmonije v Ljubljani in več let violist v Godalnem kvartetu Glasbene matice. Vedno se je zanimal za likovno umetnost, v zadnjih letih se je v risanju in slikarstvu tudi preizkusil in obiskoval študijski atelje akademske slikarke Nuše Lapajne v Ljubljani.